# Equipo de atletismo de Alemania Democrática

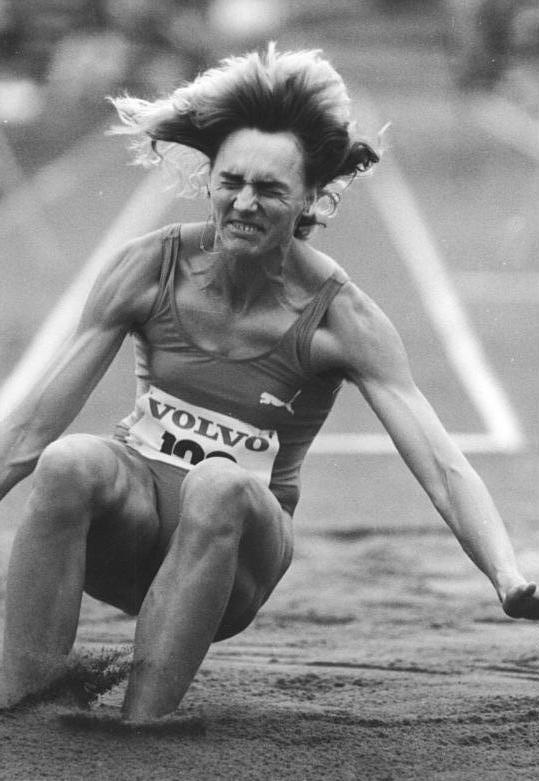
Heike Drechsler

El equipo de atletismo de Alemania Democrática representó a Alemania Oriental en las competiciones internacionales de atletismo como los Juegos Olímpicos o los Campeonatos Mundiales de Atletismo.

## Historia
Después de la derrota en la Segunda Guerra Mundial, Alemania no fue invitada a varios eventos, y apareció en los Juegos Olímpicos por primera vez en Helsinki 1952 y durante las siguientes tres ediciones luego compitió como un solo equipo, hasta e incluyendo los Juegos Olímpicos de 1964 en Tokio. La primera aparición de Alemania en el Campeonato de Europa después de la guerra fue en Berna 1954, e incluso antes de la construcción del Muro de Berlín (1961-1989) en el Campeonato de Europa compitió como dos equipos separados (Alemania Oriental y Alemania Occidental), en 1958 y Campeonato de 1962, y esto continuó hasta 1990, por última vez en el Campeonato de Europa en Split 1990).

## Medallero
Alemania del Este tiene 5 participaciones en los Juegos Olímpicos de 28 ediciones celebradas desde 1896 hasta 2016.
| Competencia           | Mesa de medallas | Mesa de medallas | Mesa de medallas  | Mesa de medallas | Apariciones |
| Competencia           | Medalla de oro   | Medalla de plata | Medalla de bronce | Total            | Apariciones |
| --------------------- | ---------------- | ---------------- | ----------------- | ---------------- | ----------- |
| Juegos olímpicos      | 38               | 36               | 35                | 109              | 5           |
| Campeonatos Mundiales | 19               | 18               | 15                | 52               | 2           |
| Campeonatos Europeos  | 91               | 82               | 65                | 238              | 9           |
| Total                 | 148              | 136              | 115               | 399              | 16          |